# Jair da Costa
Jair da Costa (Santo André, 9 luglio 1940 – Osasco, 26 aprile 2025) è stato un calciatore brasiliano, di ruolo attaccante.
Soprannominato Freccia Nera in ragione della sua rapidità, ha iniziato la carriera in patria nella Portuguesa, prima di trasferirsi in Italia all'Inter; con i nerazzurri ha militato per nove stagioni (con una breve parentesi alla Roma), vincendo quattro campionati italiani, due Coppe dei Campioni e due Coppe Intercontinentali. Dopo l'esperienza in Italia, è tornato in Brasile per giocare con il Santos, con cui ha vinto un campionato paulista. Ha infine chiuso la carriera in Canada con i Windsor Stars.
Con la nazionale brasiliana è stato campione del mondo nel 1962, pur non giocando.

## Biografia
Originario di Santo André, si è trasferito a Osasco all'età di otto anni.
È morto il 26 aprile 2025 a Osasco, all'età di 84 anni.

## Caratteristiche tecniche
Era un'ala destra dalla spiccata velocità, arma utile soprattutto per cogliere in contropiede i difensori avversari. Abile inoltre nel servire i compagni di squadra con traversoni, possedeva una discreta capacità nel concludere a rete grazie a cui realizzò numerosi gol.

## Carriera

### Club

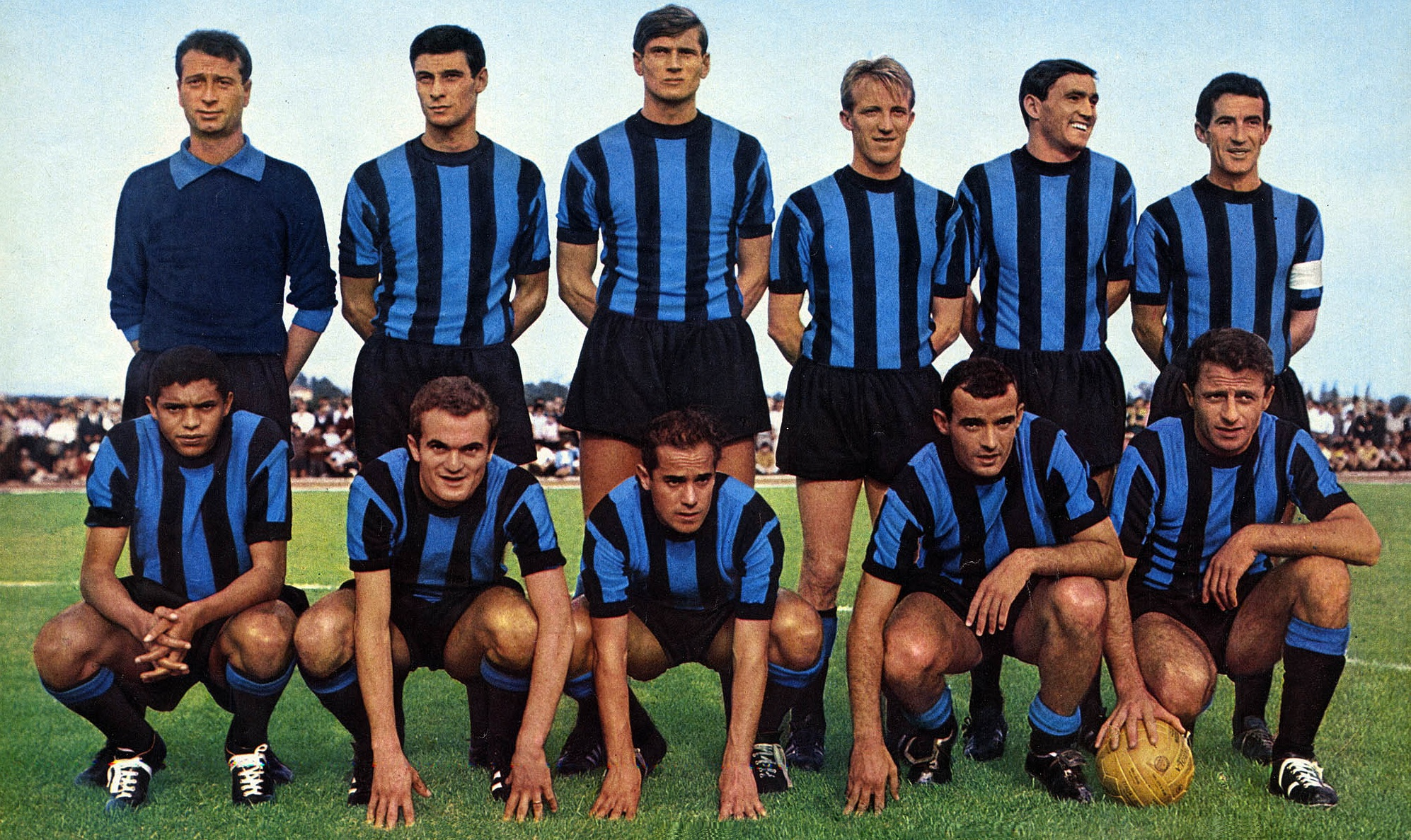
Jair da Costa (primo da sinistra della fila in basso) con l'Inter nella stagione 1964-1965

Le prestazioni in patria con la Portuguesa attirarono l'interesse dei club europei: nell'estate 1962 Milan e Inter si contesero l'ingaggio del brasiliano, coi rossoneri che preferirono ripiegare sul connazionale Germano. Il tesseramento in nerazzurro fu però ritardato dalla presenza in rosa dello spagnolo Suárez e dell'inglese Hitchens, complice il regolamento dell'epoca; in autunno, dopo un avvio stentato di campionato, la cessione del britannico permise l'innesto ufficiale del brasiliano per 170 milioni di lire.
Preferito a Bicicli nel ruolo di ala destra, risultò un prezioso interprete per il contropiede nerazzurro: con 10 reti (la prima delle quali realizzata sul campo del Genoa a soli 2' dall'esordio in Serie A) contribuì alla rimonta in classifica della Beneamata, che conquistò lo scudetto a fine torneo.
Con la formazione meneghina, all'epoca rinominata Grande Inter, il calciatore si aggiudicò altri due titoli nazionali nonché due Coppe Campioni e altrettante Intercontinentali: il 27 maggio 1965 segnò contro il Benfica il gol decisivo per la conquista del secondo titolo europeo. In precedenza era divenuto il primo marcatore della storia interista nella massima competizione continentale, andando a bersaglio contro l'Everton il 25 settembre 1963. Trascorsa la stagione 1967-68 in prestito alla Roma, fece poi ritorno a Milano aggiudicandosi il campionato 1970-71.
Le tappe finali della sua carriera videro il rientro in Brasile, dove fu compagno di Pelé nel Santos, e un biennio in Canada con i Windsor Stars.

### Nazionale
Chiuso nel suo ruolo da Garrincha, disputò una sola partita con la Nazionale brasiliana, un'amichevole contro il Galles che il Brasile vinse per 3-1. Venne convocato per i Mondiali 1962, ma non fu mai utilizzato; poté tuttavia fregiarsi del titolo di Campione del Mondo.

## Nella cultura di massa
Jair è citato da Giovanni Storti in una scena del film Tre uomini e una gamba di Aldo, Giovanni e Giacomo e Massimo Venier, che vede il trio comico giocare a calcio in spiaggia.

## Statistiche

### Presenze e reti nel club
| Stagione     | Squadra      | Campionato   | Campionato | Campionato | Coppe nazionali | Coppe nazionali | Coppe nazionali | Coppe continentali | Coppe continentali | Coppe continentali | Altre coppe | Altre coppe | Altre coppe | Totale | Totale |
| Stagione     | Squadra      | Comp         | Pres       | Reti       | Comp            | Pres            | Reti            | Comp               | Pres               | Reti               | Comp        | Pres        | Reti        | Pres   | Reti   |
| ------------ | ------------ | ------------ | ---------- | ---------- | --------------- | --------------- | --------------- | ------------------ | ------------------ | ------------------ | ----------- | ----------- | ----------- | ------ | ------ |
| 1962-1963    | Inter        | A            | 27         | 10         | CI              | 0               | 0               | -                  | -                  | -                  | -           | -           | -           | 27     | 10     |
| 1963-1964    | Inter        | A            | 30+1       | 12+0       | CI              | 1               | 0               | CC                 | 9                  | 4                  | -           | -           | -           | 43     | 16     |
| 1964-1965    | Inter        | A            | 19         | 10         | CI              | 3               | 2               | CC                 | 5                  | 3                  | CInt        | 2           | 0           | 29     | 15     |
| 1965-1966    | Inter        | A            | 27         | 4          | CI              | 1               | 1               | CC                 | 6                  | 1                  | CInt        | 2           | 0           | 36     | 6      |
| 1966-1967    | Inter        | A            | 15         | 3          | CI              | 0               | 0               | CC                 | 6                  | 0                  | -           | -           | -           | 21     | 3      |
| 1967-1968    | Roma         | A            | 23         | 2          | CI              | 1               | 0               | CM                 | 2                  | 0                  | CdA         | 2           | 1           | 28     | 3      |
| 1968-1969    | Inter        | A            | 22         | 3          | CI              | 3               | 0               | -                  | -                  | -                  | -           | -           | -           | 25     | 3      |
| 1969-1970    | Inter        | A            | 18         | 4          | CI              | 4               | 0               | CdF                | 5                  | 1                  | -           | -           | -           | 27     | 5      |
| 1970-1971    | Inter        | A            | 23         | 6          | CI              | 0               | 0               | CdF                | 2                  | 0                  | CAI+TP      | 3+3         | 0+0         | 31     | 6      |
| 1971-1972    | Inter        | A            | 17         | 1          | CI              | 4               | 2               | CC                 | 8                  | 3                  | -           | -           | -           | 29     | 6      |
| Totale Inter | Totale Inter | Totale Inter | 198+1      | 53         |                 | 16              | 5               |                    | 41                 | 12                 |             | 10          | 0           | 266    | 70     |

### Cronologia presenze e reti in nazionale
| Cronologia completa delle presenze e delle reti in nazionale ― Brasile | Cronologia completa delle presenze e delle reti in nazionale ― Brasile | Cronologia completa delle presenze e delle reti in nazionale ― Brasile | Cronologia completa delle presenze e delle reti in nazionale ― Brasile | Cronologia completa delle presenze e delle reti in nazionale ― Brasile | Cronologia completa delle presenze e delle reti in nazionale ― Brasile | Cronologia completa delle presenze e delle reti in nazionale ― Brasile | Cronologia completa delle presenze e delle reti in nazionale ― Brasile |
| Data                                                                   | Città                                                                  | In casa                                                                | Risultato                                                              | Ospiti                                                                 | Competizione                                                           | Reti                                                                   | Note                                                                   |
| ---------------------------------------------------------------------- | ---------------------------------------------------------------------- | ---------------------------------------------------------------------- | ---------------------------------------------------------------------- | ---------------------------------------------------------------------- | ---------------------------------------------------------------------- | ---------------------------------------------------------------------- | ---------------------------------------------------------------------- |
| 16-5-1962                                                              | San Paolo                                                              | Brasile                                                                | 3 – 1                                                                  | Galles                                                                 | Amichevole                                                             | -                                                                      |                                                                        |
| Totale                                                                 |                                                                        | Presenze                                                               | 1                                                                      |                                                                        | Reti                                                                   | -                                                                      |                                                                        |

## Palmarès

### Club

#### Competizioni statali
- Campionato paulista: 1

Santos: 1973

#### Competizioni nazionali
- Campionato italiano: 4

Inter: 1962-1963, 1964-1965, 1965-1966, 1970-1971

#### Competizioni internazionali
- Coppa dei Campioni: 2

Inter: 1963-1964, 1964-1965
- Coppa Intercontinentale: 2

Inter: 1964, 1965

### Nazionale
- Campionato mondiale: 1

Cile 1962